# Контарини, Бартоломео
Бартоломео Контарини (итал. Bartolomeo Contarini) — регент Афинского герцогства в 1453—1454.
Бартоломео Контарини происходил из знатного патрицианского венецианского рода, который дал Республике несколько дожей. Его отец Приамо был кастеляном Навплиона, венецианского владения в Греции, а сам Бартоломео был купцом и занимался торговлей. 
После смерти афинского герцога Нерио II Контарини прибыл в Афины по торговым делам и встретился с его вдовой Кларой Зорци, регентшей при маленьком герцоге Франческо I, которая страстно влюбилась в него. Контарини и Клара решили пожениться, но дело осложнялось тем, что Контарини уже был женат. Чтобы сочетаться браком с герцогиней, Бартоломео отправился в Венецию и коварно отравил свою супругу, дочь известного сенатора, и вскоре обвенчался с регентшей. 
Об этом чудовищном преступлении стало известно афинянам, которые справедливо стали опасаться за жизнь своего юного герцога. Они просили султана Мехмеда II, сюзерена Афинского герцогства, вмешаться и защитить Франческо от властных амбиций отчима. Султан вызвал к себе в Адрианополь Бартоломео и Франческо. Выслушав все доводы, он объявил себя опекуном Франческо I, и оставил его при своем дворе. Клара и Контарини были лишены регентства; Бартоломео задержали в Адрианополе, а афинский престол был передан Франческо II, кузену Франческо I.
Новый герцог приказал своим людям убить Клару, которую подозревал в желании вернуть себе власть. Клара Зорци была убита в Мегарах в 1454 году. Узнав о смерти жены, убитый горем Бартоломео Контарини подал султану жалобу на герцога Франческо II. Султан решил лишить герцога престола и ввел войска в Аттику. Дальнейшая судьба Бартоломео Контарини неизвестна.